# Bombus eximius
Bombus eximius (saknar svenskt namn) är en insekt i överfamiljen bin (Apoidea) och släktet humlor (Bombus) som lever i Central- och Sydasien.

## Beskrivning
Arten är en stor humla (speciellt drottningen) med rödbruna vingar och medellång tunga. Drottningen blir 28 till 29 mm lång, arbetarna 14 till 19 mm, och hanarna 18 till 19 mm. Huvud och mellankropp är svarta, första tergiten orange till ljusbrunt, andra tergiten (och tredje hos honorna) huvudsakligen svart, och resten av bakkroppen orange. Det finns även helsvarta exemplar, och individer med endast någon enstaka orange markering på bakkroppen. De två bakre benparen är dock alltid orangefärgade.

## Ekologi
Bombus eximius är en ovanlig art som förekommer på förhållandevis låg höjd (450 till 1 200 m) i bergsområden. Flygtiden varar från slutet av april till slutet av juli.

## Utbredning
Bombus eximius finns i Himalaya, Myanmar, Thailand, Vietnam, Tibet, de kinesiska provinserna Yunnan, Sichuan, Fujian, Jiangxi, Guangdong, Guangxi och Guizhou samt Taiwan. Den har även påträffats i Japan (1929).